# Сокольники (Підкарпатське воєводство)
Сокольники (пол. Sokolniki) — село в Польщі, у гміні Ґожице Тарнобжезького повіту Підкарпатського воєводства.
Населення — 2159 осіб (2011).
У 1975-1998 роках село належало до Тарнобжезького воєводства.

## Демографія
Демографічна структура станом на 31 березня 2011 року:
|          | Загалом | Допрацездатний вік | Працездатний вік | Постпрацездатний вік |
| -------- | ------- | ------------------ | ---------------- | -------------------- |
| Чоловіки | 1068    | 229                | 721              | 118                  |
| Жінки    | 1091    | 212                | 624              | 255                  |
| Разом    | 2159    | 441                | 1345             | 373                  |